# Klake (Szamobor)
 Klake  falu Horvátországban Zágráb megyében. Közigazgatásilag Szamoborhoz tartozik.

## Fekvése
Zágrábtól 22 km-re nyugatra, községközpontjától 5 km-re délre a Zsumberk-Szamobori-hegység keleti lejtőin, Okics vára alatt fekszik.

## Története
1857-ben 189, 1910-ben 352 lakosa volt. Trianon előtt Zágráb vármegye Szamobori járásához tartozott. 2011-ben 237 lakosa volt.

## Lakosság
| Lakosság változása | Lakosság változása | Lakosság változása | Lakosság változása | Lakosság változása | Lakosság változása | Lakosság változása | Lakosság változása | Lakosság változása | Lakosság változása | Lakosság változása | Lakosság változása | Lakosság változása | Lakosság változása | Lakosság változása | Lakosság változása |
| ------------------ | ------------------ | ------------------ | ------------------ | ------------------ | ------------------ | ------------------ | ------------------ | ------------------ | ------------------ | ------------------ | ------------------ | ------------------ | ------------------ | ------------------ | ------------------ |
| 1857               | 1869               | 1880               | 1890               | 1900               | 1910               | 1921               | 1931               | 1948               | 1953               | 1961               | 1971               | 1981               | 1991               | 2001               | 2011               |
| 318                | 371                | 415                | 460                | 510                | 566                | 535                | 562                | 587                | 612                | 604                | 495                | 401                | 343                | 278                | 237                |

## Nevezetességei
A Szent Antal-kápolna egyhajós, téglalap alaprajzú épület, sokszögletű szentéllyel, a szentélytől északra levő sekrestyével és a nyugati homlokzat feletti harangtoronnyal. A szentély boltíves, barokk dongaboltozattal, míg az apszis és félkupolával fedett. A hajó új, fából készült síkmennyezetet kapott. A belső térben a nyugati homlokzat mentén falrészletek láthatók, amelyek a kápolna építésének számos szakaszáról tanúskodnak. Először 1668-ban említik, majd 1668 és 1778 között történtek átépítések. Az eredeti berendezés értékes részei megmaradtak: a klasszicista Szent Antal-főoltár (18/19. század) Páduai Szent Antal, Szent Pál és Remete Szent Antal barokk szobraival, valamint az Úr színeváltozásának szentelt mellékoltára (1693). Ez utóbbi Kommersteiner szobrászművész értékes és ritka késői alkotása.